# Ann-Cathrine Hjerdt
Ann-Cathrine Margareta Hjerdt, född 5 oktober 1955 i Linköpings församling, Östergötlands län, är en svensk kommunalpolitiker (moderat). 

## Biografi
Hjerdt var 2006–2014 ordförande i kommunfullmäktige i Linköpings kommun och titulerades därmed enligt kommunfullmäktiges arbetsordning borgmästare. Hon hade ansvar för demokratifrågor, trygghet och marknadsföring samt för kommunens representation.
Ann-Cathrine Hjerdt började intressera sig för politik i 35-årsåldern och hade arbetat i 30 år vid Föreningssparbanken/Swedbank, som försäkringsspecialist, företagshandläggare och med marknadsföring då hon efter valet 2006 efterträdde socialdemokraten Eva Joelsson som kommunfullmäktiges ordförande. Efter valet 2014 efterträddes Hjerdt på denna post av socialdemokraten Helena Balthammar.